# Melanoscia arctiata
Melanoscia arctiata là một loài bướm đêm trong họ Geometridae.